# Амарна Миллер
Амарна Миллер (род. 29 октября 1990, Мадрид) — испанская порноактриса
, а также продюсер, порнорежиссёр
 и писательница.
Её сценическое имя состоит из названия египетского поселения Амарна и фамилии писателя Генри Миллера. Закончила Европейский университет Мадрида, где изучала изобразительное искусство. Открыто бисексуальна, полиамурна и практикует БДСМ.

## Карьера
Свой первый фильм для взрослых сняла в 19-летнем возрасте, выступив в нём режиссёром, продюсером и актрисой. На протяжении пяти лет она работала в собственной кинокомпании под названием «Omnia-X».
Снималась в Европе и США, работая с Private Media Group, Dorcel, Bang Bros и SexArt. Она также сотрудничала в журналах Primera Línea, Playground Magazine и на сайте Orgasmatrix.com.
Была номинирована в категории Иностранная исполнительница года на AVN Awards-2016.

## Книга
В 2015 году она опубликовала свою первую книгу под названием «Руководство психонавта» (Manual de psiconáutica).
Предисловие к книге написал режиссёр Начо Вигалондо, послесловие — Луна Мигель. Книга сочетала поэзию и фотографии.

## Личные взгляды
Считает себя феминисткой и сторонницей ЛГБТ-движения.
Идеологически поддерживает левую политическую партию «Подемос» и высказывала своё восхищение экс-президентом Уругвая Хосе Мухикой.
В мае 2016 года она проводила дебаты с депутатами от «Подемос» Беатрис Химено и Кларой Серра под названием «Секс, порно и феминизм», в котором Амарна отметила, что порно не может быть использовано в целях полового воспитания.
Её неоднократные появления с религиозной символикой в короткометражках или обнажённой в религиозном образе на обложке журнала «Mongolia» становились предметом споров.

## Награды и номинации
| Год  | Церемония   | Категория                               | Работа | Результат |
| ---- | ----------- | --------------------------------------- | ------ | --------- |
| 2013 | Ninfa Award | Лучшая испанская актриса                |        | Номинация |
| 2014 | Ninfa Award | Лучшая актриса года                     |        | Победа    |
| 2015 | Ninfa Award | Лучший персональный сайт                |        | Победа    |
| 2015 | Ninfa Award | Лучшая испанская актриса                |        | Номинация |
| 2015 | DDF Awards  | БДСМ секс-богиня                        |        | Номинация |
| 2015 | AVN Awards  | Иностранная исполнительница года        |        | Номинация |
| 2016 | TEA Awards  | Лучшая сцена года                       |        | Номинация |
| 2016 | Ninfa Award | Лучший персональный сайт                |        | Победа    |
| 2017 | AVN Awards  | Лучшая иностранная исполнительница года |        | Номинация |
| 2017 | TEA Awards  | Лучшая исполнительница                  |        | Победа    |
| 2018 | AVN Awards  | Лучшая иностранная исполнительница года |        | Номинация |